# Trinectes maculatus

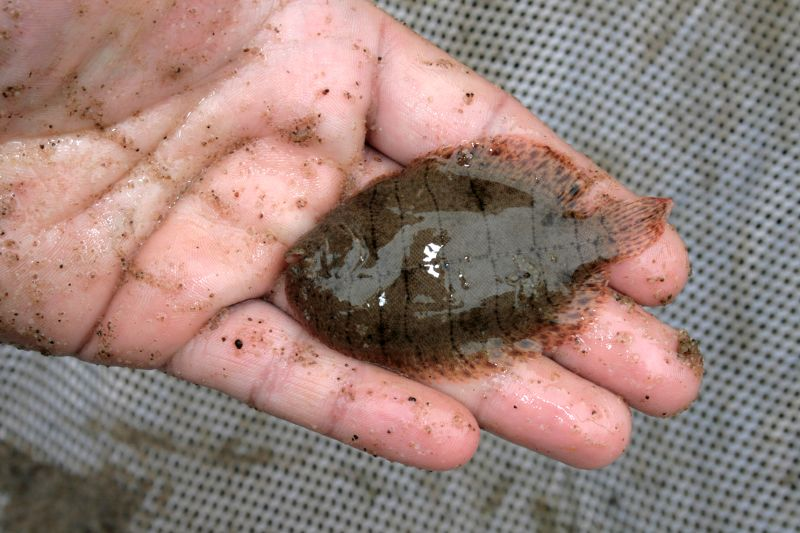

O aramaçã (Trinectes maculatus) é um pequeno peixe chato da família dos aquirídeos que aparece ao longo da costa de partes da América do Norte. Eles preferem água salobra, e são abundantes em muitas baías e estuários  da Carolina do Norte (há outra espécie similar que aparece na Carolina do Sul).
Eles têm geralmente a cor marrom. A cor em todo o corpo muitas vezes têm manchas e listras finas, que pode ser clara ou mais escura que a cor principal do corpo.
As barbatanas e a cauda têm franjas que podem ajudar a esconder o peixe de sua presa. Eles se alimentam principalmente de pequenos insetos e invertebrados aquáticos.
É distinguido das demais espécies pela ausência de um forame em um septo interbranquial. Além disso, esta espécie muitas vezes não tem raia na sua nadadeira peitoral.
Este peixe é conhecido no rio Maués Açu, no estado do Amazonas, Brasil, com o nome de Aramaçá. Ali, inclusive, uma lenda diz que, ao arremedar a Nossa Senhora fazendo uma boca torta, ela lhe teria admoestado e dito que sua boca nunca mais se endireitaria, e, por isso, sua boca é torta.

## Aquário
Aramaçãs às vezes são colocados à venda em lojas de aquário, muitas vezes comercializada como "linguado-de-água-doce". Isso não é correto. Embora existam algumas espécies de linguado de água doce do Sudeste Asiático e América do Sul, acreditam que o aramaçã é uma espécie de estuários costeiros e lama. Enquanto alguns aquaristas têm mantido essas espécies em água doce, e assim não podem prosperar sem sal.
No entanto, na defesa dos aquaristas que mantê-los em água doce, têm sido relatados para ter desovado no aquário de água doce. Espécies adultas de grande porte têm sido encontradas com bastante regularidade até nos rios Mississipi, Hudson e East, enquanto o fundo é de areia macia e rica o suficiente para cultivar pequenos invertebrados no substrato. Eles gastam o seu tempo em aquários preso a rochas, troncos, e as de vidro, utilizando seus ventres, como ventosas em muito da mesma maneira como esconderijos nas corredeiras.
Eles são difíceis para alimentar, preferindo alimentos vivos como artémias, dáfnias, larvas de mosquito, e minhocas. A razão que eles são difíceis para alimentar é que, na natureza, alimentam-se principalmente por peneiração de organismos minúsculos da areia e lama. Se a persistência suficiente é administrado. Quando saudável, as manchas na barriga deste peixe é muitas vezes mudam de cor ou movimentam.